# XRCC1
XRCC1 je protein popravke DNK. On formira kompleks sa DNK ligazom III.
Ovaj protein učestvuje u popravci jednolančankih prekida DNK formiranih izlaganjem jonizujućoj radijaciji i alkilujućim agensima. Ovaj protein formira interakcije sa DNK ligazom III, polimerazom beta i poli ADP-riboznom polimerazom da bi učestvovao u putu popravke isecanjem baza. Moguće je da ima ulogu u DNK manipulacijama tokom mejoze i rekombinacije u ćelijama zametka. Retki mikrosatelitni polimorfizam ovog genu je vezan za pojavu pojedinih tipova kancera.

## Interakcije
formira interakcije sa PARP2, DNK polimerazom beta, Aprataksinom, Oksoguaninskom glikosilaza, , ,  i PARP1.

## Literatura
- Hung RJ, Hall J, Brennan P, Boffetta P (2006). „Genetic polymorphisms in the base excision repair pathway and cancer risk: a HuGE review.”. Am. J. Epidemiol. 162 (10): 925—42. PMID 16221808. doi:10.1093/aje/kwi318.
- LH, Thompson; Brookman KW; NJ, Jones;  . (1991). „Molecular cloning of the human XRCC1 gene, which corrects defective DNA strand break repair and sister chromatid exchange.”. Mol. Cell. Biol. 10 (12): 6160—71. PMC 362891 . PMID 2247054.
- LH, Thompson; Bachinski LL; RL, Stallings;  . (1990). „Complementation of repair gene mutations on the hemizygous chromosome 9 in CHO: a third repair gene on human chromosome 19.”. Genomics. 5 (4): 670—9. PMID 2591959. doi:10.1016/0888-7543(89)90107-9.
- G, Gyapay; Morissette J; A, Vignal;  . (1994). „The 1993-94 Généthon human genetic linkage map.”. Nat. Genet. 7 (2 Spec No): 246—339. PMID 7545953. doi:10.1038/ng0694supp-246.
- Q, Wei; Xu X; L, Cheng;  . (1995). „Simultaneous amplification of four DNA repair genes and beta-actin in human lymphocytes by multiplex reverse transcriptase-PCR.”. Cancer Res. 55 (21): 5025—9. PMID 7585546.
- JE, Lamerdin; Montgomery MA; SA, Stilwagen;  . (1995). „Genomic sequence comparison of the human and mouse XRCC1 DNA repair gene regions.”. Genomics. 25 (2): 547—54. PMID 7789989. doi:10.1016/0888-7543(95)80056-R.
- KW, Caldecott; McKeown CK; JD, Tucker;  . (1994). „An interaction between the mammalian DNA repair protein XRCC1 and DNA ligase III.”. Mol. Cell. Biol. 14 (1): 68—76. PMC 358357 . PMID 8264637.
- B, Trask; Fertitta A; M, Christensen;  . (1993). „Fluorescence in situ hybridization mapping of human chromosome 19: cytogenetic band location of 540 cosmids and 70 genes or DNA markers.”. Genomics. 15 (1): 133—45. PMID 8432525. doi:10.1006/geno.1993.1021.
- Y, Kubota; Nash RA; A, Klungland;  . (1997). „Reconstitution of DNA base excision-repair with purified human proteins: interaction between DNA polymerase beta and the XRCC1 protein.”. EMBO J. 15 (23): 6662—70. PMC 452490 . PMID 8978692.
- Nash RA, Caldecott KW, Barnes DE, Lindahl T (1997). „XRCC1 protein interacts with one of two distinct forms of DNA ligase III.”. Biochemistry. 36 (17): 5207—11. PMID 9136882. doi:10.1021/bi962281m.
- Shen MR, Jones IM, Mohrenweiser H (1998). „Nonconservative amino acid substitution variants exist at polymorphic frequency in DNA repair genes in healthy humans.”. Cancer Res. 58 (4): 604—8. PMID 9485007.
- EA, Price; Bourne SL; R, Radbourne;  . (1998). „Rare microsatellite polymorphisms in the DNA repair genes XRCC1, XRCC3 and XRCC5 associated with cancer in patients of varying radiosensitivity.”. Somat. Cell Mol. Genet. 23 (4): 237—47. PMID 9542526. doi:10.1007/BF02674415.
- M, Masson; Niedergang C; V, Schreiber;  . (1998). „XRCC1 is specifically associated with poly(ADP-ribose) polymerase and negatively regulates its activity following DNA damage.”. Mol. Cell. Biol. 18 (6): 3563—71. PMC 108937 . PMID 9584196.
- Taylor RM, Wickstead B, Cronin S, Caldecott KW (1998). „Role of a BRCT domain in the interaction of DNA ligase III-alpha with the DNA repair protein XRCC1.”. Curr. Biol. 8 (15): 877—80. PMID 9705932. doi:10.1016/S0960-9822(07)00350-8.
- Zhou ZQ, Walter CA (1998). „Cloning and characterization of the promoter of baboon XRCC1, a gene involved in DNA strand-break repair.”. Somat. Cell Mol. Genet. 24 (1): 23—39. PMID 9776979. doi:10.1007/BF02677493.
- RM, Taylor; Moore DJ; J, Whitehouse;  . (2000). „A cell cycle-specific requirement for the XRCC1 BRCT II domain during mammalian DNA strand break repair.”. Mol. Cell. Biol. 20 (2): 735—40. PMC 85188 . PMID 10611252. doi:10.1128/MCB.20.2.735-740.2000.
- A, Marintchev; Robertson A; EK, Dimitriadis;  . (2000). „Domain specific interaction in the XRCC1-DNA polymerase beta complex.”. Nucleic Acids Res. 28 (10): 2049—59. PMC 105377 . PMID 10773072. doi:10.1093/nar/28.10.2049.
- EJ, Duell; Wiencke JK; TJ, Cheng;  . (2000). „Polymorphisms in the DNA repair genes XRCC1 and ERCC2 and biomarkers of DNA damage in human blood mononuclear cells.”. Carcinogenesis. 21 (5): 965—71. PMID 10783319. doi:10.1093/carcin/21.5.965.
- CJ, Whitehouse; Taylor RM; A, Thistlethwaite;  . (2001). „XRCC1 stimulates human polynucleotide kinase activity at damaged DNA termini and accelerates DNA single-strand break repair.”. Cell. 104 (1): 107—17. PMID 11163244. doi:10.1016/S0092-8674(01)00195-7.
- A, Dulic; Bates PA; X, Zhang;  . (2001). „BRCT domain interactions in the heterodimeric DNA repair protein XRCC1-DNA ligase III.”. Biochemistry. 40 (20): 5906—13. PMID 11352725. doi:10.1021/bi002701e.

## Spoljašnje veze
- X-ray+repair+cross+complementing+protein+1 на 